# 온리 갓 노우즈 에브리띵
《온리 갓 노우즈 에브리띵》은 2025년 개봉 예정인 대한민국의 미스터리 스릴러 영화이다.

## 캐스팅

### 주연
- 신승호: 정도운 역
- 박명훈: 심광운 역
- 한지은: 윤주영 역
- 전소민: 백수연 역

### 조·단역
- 이중옥
- 유성주 : 요한 역
- 이지현 : 호연 역
- 이재환 : 호준 역
- 유지혁 : 안셀모 역
- 김일현 : 고 반장 역
- 유병훈 : 황신범 역
- 정은경 : 진호 모 역
- 강태우 : 최부제 역
- 백주환 : 김 경장 역
- 송동환 : 배 경장 역
- 이병수 : 강 순경 역
- 남중규 : 김진호 역
- 김주하 : 오진숙 역
- 강유라 : 세실리아 역
- 이윤화 : 산부인과 의사 역

## 참고 사항
- CJ ENM O'PEN(오펜) 공모전 대상 수상자인 고준석 작가의 원작 <경계인>을 영화화한 작품으로, 드라이브 마이 카, 버티고, 군산: 거위를 노래하다 등 작품성 있는 화제의 영화를 배급해 온 트리플픽쳐스가 투자 및 배급을 맡았다.